# Молчание моря
«Молчание моря» (фр. Le Silence de la mer) — роман, написанный французским писателем Жаном Марселем Брюллером под псевдонимом «Веркор». Опубликованный тайно в оккупированном немцами Париже, роман быстро стал символом французского Сопротивления против немецких оккупантов, представляя собой аллегорию Сопротивления как молчание моря, под поверхностью которого бурлят скрытые чувства и мысли. Роман был экранизирован три раза.

## Сюжет
Действие происходит в 1941 году. В дом, где проживают пожилой мужчина и его племянница, заселяется интеллигентный немецкий офицер Вернер фон Эбреннак, бывший композитор. Жанна и Андре никак не могут повлиять на его присутствие, поэтому хозяева дома протестуют единственным доступным способом — молчанием. Вернер мечтает о братстве между французским и немецким народами. Его постигает разочарование, когда он понимает, что немецкая армия была создана не для мира, а для разрушений. Затем он принимает решение покинуть Францию и перевестись на Восточный фронт, несмотря на сильные чувства, возникшие между ним и Жанной.

## Экранизации
Первый раз роман был экранизирован вскоре после войны в 1947 году режиссёром Жаном-Пьером Мельвилем, причём Веркор первоначально отказывался предоставить режиссёру права на съёмки картины. Фильм «Молчание моря» был снят Мельвилем без поддержки профсоюза, по выражению его биографа Рюи Ногейры «абсолютно вне производственной системы того времени» за 27 дней, а съёмки проходили в доме писателя. Фильм вышел в прокат в 1949 году.
Вторая экранизация вышла в Германии в 1954 году.
Третий, бельгийско-французский фильм, основанный на романе Веркора, был снят с 1 по 28 апреля 2004 года в Тюссоне, режиссёром Пьером Бутроном. Этот фильм был награждён на фестивале фантастики в Сен-Тропе в 2004 году и получил три награды:
- Лучший телевизионный фильм
- Лучшая актриса (Жюли Деларм)
- Лучшая музыка (Анжелик и Жан-Клод Нахонова).

### Актёры
- Жюли Деларм (Жанна Ларозьер)
- Галабрю (Андре Ларозьер)
- Тома Жуанне (Вернер фон Эбреннак)
- Мари Бюнель (Мари)
- Тимоти Ферран (Пьер)